# Amphiesma boulengeri
Amphiesma boulengeri е вид влечуго от семейство Смокообразни (Colubridae). Видът е незастрашен от изчезване.

## Разпространение
Разпространен е във Виетнам, Камбоджа, Китай (Гуандун, Гуанси, Гуейджоу, Дзянси, Фудзиен, Хайнан и Юннан) и Хонконг.